# Gendering
Gendering (von englisch gender „[soziales] Geschlecht“: etwa „Vergeschlechtlichung“ oder „Vergeschlechtlichen“) ist eine im 21. Jahrhundert etablierte eingedeutschte Wortbildung und bezeichnet die Berücksichtigung oder Analyse des Geschlechter-Aspekts in Bezug auf eine Grundgesamtheit von Personen oder Daten, etwa in Wissenschaft, Medizin, Statistik und Lehre. Beispielsweise werden statistische Daten häufig in Angaben zu Frauen und zu Männern unterschieden (vergleiche Gender-Data-Gap). 
Alternativ wird auch der Begriff Gendern verwendet, der allerdings überwiegend als Anwendung eines geschlechterbewussten Sprachgebrauchs, vor allem im Deutschen, verstanden wird.

## Gendering in der Wissenschaft
In Geschichts- und Sozialwissenschaften wird Gendering verwendet, um auszudrücken, dass ein Thema unter einer geschlechterspezifischen Fragestellung und Perspektive untersucht und dargestellt wird. Dabei wird davon ausgegangen, dass das Geschlecht in nahezu allen Lebensbereichen eine Rolle spiele und Herrschaftsverhältnisse geschlechtlich markiert seien; Geschlecht präge Denken, Vorstellungen, die soziale und politische Welt, und diese konstituierten das „soziale Geschlecht“ (Gender).
Beispielsweise zeichnete die US-amerikanische Wissenschaftshistorikerin Londa Schiebinger die verschiedenen Gendering-Prozesse innerhalb der Naturwissenschaften um das Jahr 1800 nach. Sie zeigte, wie die zu dieser Zeit vorherrschenden Geschlechterbilder und -dichotomien das wissenschaftliche Denken geprägt haben. Die Rechtshistorikerin und Soziologin Ute Gerhard und die Historikerin Joan Scott beschrieben die frauendiskriminierende Grundstruktur des Staatsbürgerkonzepts, wie es erstmals in der Französischen Revolution realisiert wurde, als male gendering („männliches Gendern“).
Im Bereich von Forschung und Lehre wird die Begriffskopplung „Integratives Gendering“ verwendet, um die Integration von Genderaspekten auf allen hochschuldidaktischen Handlungsebenen und in allen hochschulischen Handlungsfeldern zu bezeichnen. Es wird in diesen Zusammenhängen auf folgende Genderkategorien zurückgegriffen:
- Gender Studies – Geschlechterforschung, beispielsweise Feministische Wissenschaftstheorien
- archäologische Geschlechterforschung – untersucht das Verständnis von Geschlecht und Geschlechterrollen prähistorischer und antiker Kulturen
- Gender-Data-Gap – Geschlechter-Datenlücke: fehlende oder unterrepräsentierte Datenerhebungen für ein bestimmtes Geschlecht
- Gendermedizin – geschlechtsspezifische Studien und Medikationen
- gendergerechte Didaktik – Gendermodule, etwa frauenspezifische Seminare
- Gender Accounting – systematische Sammlung und Aufbereitung von Daten zu Unterschieden zwischen Männern und Frauen in verschiedenen betriebs- und volkswirtschaftlichen Zusammenhängen
- Gender-Marketing – Vermarktung von Produkten und Dienstleistungen unter geschlechtsbezogenen Aspekten
- Gender-HCI – Mensch-Computer-Interaktion: wie Menschen unterschiedlichen Geschlechts mit Computern interagieren
- Genderlinguistik – Teilgebiet der Sozio-Sprachwissenschaft
- Genderkompetenz – Schlüsselkompetenz in der beruflichen Bildung
- Diversität – sozialwissenschaftlich: Geschlechtervielfalt